# Martha Minerva Franklin
Martha Minerva Franklin (New Milford, Connecticut, 29 de octubre de 1870–26 de septiembre de 1968) fue una enfermera afroamericana que hizo campaña por la igualdad racial en la enfermería.

## Trayectoria
Franklin nació en New Milford, siendo sus padres Mary E. Gauson y Henry J. Franklin. Tenía una hermana, Florence, y un hermano, William. Su padre había sido soldado en el Ejército de la Unión durante la Guerra Civil. Se graduó de la escuela secundaria pública de Meriden en 1890 como uno de los pocos miembros afroamericanos de su clase. En 1895, se mudó a Filadelfia para asistir a la Escuela de Formación de Enfermeras del Hospital de Mujeres. Se graduó en diciembre de 1897 y fue la única afroamericana de su clase.
Tras graduarse, Franklin regresó a Meriden y comenzó a trabajar como enfermera privada a domicilio. A principios de la década de 1900, se mudó a New Haven y se involucró en las organizaciones sociales negras de la ciudad.

## Activismo
En el otoño de 1906, Franklin comenzó a estudiar la situación de las enfermeras negras. Envió más de 500 cartas a enfermeras negras, superintendentes de escuelas de enfermería y organizaciones de enfermería para obtener una perspectiva amplia sobre las experiencias de las enfermeras afroamericanas. Comprobó que la prestigiosa American Nurses Association (Asociación Estadounidense de Enfermeras) estaba técnicamente abierta a afroamericanas, pero muchas asociaciones de enfermeras estatales se negaban a admitir afroamericanas. Al requerirse una membresía a nivel estatal para unirse a la Asociación Estadounidense de Enfermeras a muchas enfermeras afroamericanas cualificadas se les prohibió ser miembros de pleno derecho en la asociación nacional.
Franklin envió 1.500 cartas a enfermeras negras, sugiriendo una reunión nacional. Adah Belle Samuel Thoms fue la anfitriona de la reunión en el Lincoln Hospital and Home de la ciudad de Nueva York. Cincuenta y dos enfermeras asistieron a esta primera reunión para formar la National Association of Colored Graduate Nurses (Asociación Nacional de Enfermeras Graduadas de Color) (NACGN) y Franklin fue elegida presidenta.En la reunión inicial del NACGN se establecieron tres objetivos: mejorar la formación de las enfermeras negras, reducir la desigualdad racial en la profesión de enfermería y formar líderes dentro de la comunidad de enfermeras negras. 
La NACGN recibió apoyo temprano de la National Medical Association (Asociación Médica Nacional), formada por médicos afroamericanos. Se invitó a la NACGN a celebrar sus reuniones en conjunto con la Asociación y se publicaron artículos escritos por enfermeras en la revista de la Asociación.

## Carrera
Franklin se mudó a la ciudad de Nueva York en 1928 y se graduó de un curso de posgrado de seis meses en el Hospital Lincoln. Por este curso, se convirtió en enfermera profesional y comenzó a trabajar como enfermera en una escuela pública. Entre 1928 y 1930, estudió enfermería de salud pública en el Teachers College de la Universidad de Columbia aunque no completó la licenciatura.
Franklin se jubiló y se mudó a New Haven donde murió a la edad de 98 años en 1968. Está enterrada en el cementerio de Walnut Grove.

## Reconocimientos
En 1976, fue incluida en el Salón de la Fama de Enfermería de la ANA. 
En 2009, fue incluida en el Salón de la Fama de las Mujeres de Connecticut.